# Jordi Bäbler Bebié
Jordi Bäbler Bebié   (Zúric, 9 d'agost de 1947 - Barcelona, 8 d'agost de 1990), conegut també com a Jorge Bäbler, fou un pilot d'automobilisme català d'origen suís. Es va morir a causa de les lesions sofertes en un accident de trànsit a l'autopista AP-7, a l'alçada d'Alcalà de Xivert. Era germà del també pilot Hansi Bäbler.
Establert a Catalunya des del 1954, s'inicià en el món dels ral·lis el 1968 tot guanyant el III Ral·li Tres Costes. Amb l'Escuderia Montjuïc fou Campió d'Espanya de velocitat per a turismes (1970) i guanyà les 3 Hores de Hockenheim. Com a pilot oficial de SEAT guanyà el Campionat d'Espanya de ral·lis el 1973 i tot seguit abandonà les competicions per tal de dedicar-se a gestionar la carrera del seu germà Hansi. El 1986 tornà a competir enquadrat en l'equip Nissan de raids, amb el qual quedà segon en el V Ral·li dels Faraons.